# Katarzyna Sznajd-Weron
Katarzyna Beata Sznajd-Weron – polska fizyk, profesor nauk fizycznych, profesor Katedry Fizyki Teoretycznej Wydziału Podstawowych Problemów Techniki Politechniki Wrocławskiej.

## Życiorys
W 1995 ukończyła studia fizyczne na Uniwersytecie Wrocławskim, 18 grudnia 1998 obroniła pracę doktorską Modelowanie procesów ewolucji biologicznej metodami fizyki statystycznej, 16 grudnia 2006 habilitowała się na podstawie pracy zatytułowanej Nowa lokalna dynamika w układzie spinów Isingowskich. 2 grudnia 2016 nadano jej tytuł naukowy profesora w zakresie nauk fizycznych.
W 2006 r. objęła funkcję profesora nadzwyczajnego w Katedrze Fizyki Teoretycznej na Wydziale Podstawowych Problemów Techniki Politechniki Wrocławskiej, a także  w Instytucie Fizyki Teoretycznej na Wydziale Fizyki i Astronomii Uniwersytetu Wrocławskiego. W 2016 objęła funkcję profesora na Wydziale Podstawowych Problemów Techniki Politechniki Wrocławskiej.